# Acanthozetes platypterus
Acanthozetes platypterus är en kvalsterart som beskrevs av Balogh 1958. Acanthozetes platypterus ingår i släktet Acanthozetes och familjen Microzetidae. Inga underarter finns listade i Catalogue of Life.